# Frea maculata
Frea maculata là một loài bọ cánh cứng trong họ Cerambycidae.